# Impost sobre Transmissions Patrimonials i Actes Jurídics Documentats
L'Impost sobre Transmissions Patrimonials i Actes Jurídics Documentats (ITPAJD) és un impost d'Espanya. L'impost té tres modalitats:
- Gravamen d'Actes Jurídics Documentats (AJD) és un impost que grava els actes jurídics documentats, tant en documents notarials, com documents mercantils o documents administratius.[2]
- Gravamen sobre les transmissions patrimonials oneroses, és incompatible amb l'IVA.
- Gravamen sobre les operacions societàries

## Jurisprudència
El 18 d'octubre de 2018, el Suprem va establir que l'impost de les hipoteques l'havia de pagar el banc i no el client.
El 20 d'octubre de 2018, el Suprem va tirar enrere i va anunciar que tornaria a estudiar qui hauria de pagar l'impost de les hipoteques.
El 5 de novembre de 2018, en no arribar a un acord, el Tribunal Suprem va ajornar fins al 6 de novembre la decisió sobre el pagament de l'Impost de les hipoteques.
El 6 de novembre de 2018, el Tribunal Suprem, en una votació ajustada, va decidir que el client era qui havia de pagar l'Impost d'Actes Jurídics Documentats. El vot decisiu provení del president de la Sala Tercera del Tribunal Suprem, Luis María Díez-Picazo, que declarà: “Si voto a favor, empate, así que voto en contra”.
La polèmica per sentar jurisprudència va quedar en va perquè el govern va aprovar un decret llei que obligava a pagar a les entitats bancàries.

## Documents notarials
Pel concepte documents notarials es graven les escriptures, actes i testimoniatges notarials. Aquest impost comprèn una quota fixa i una quota variable:
- La quota fixa reflecteix la necessitat que els documents notarials s'estenguin en paper timbrat.
- La quota variable s'aplica a les escriptures que tinguin com objecte quantitat o cosa valuable i que es puguin inscriure en els Registres de la Propietat, Mercantil o Industrial (Patents i marques) i de Béns Mobles. La meritació es produeix en el moment de la formalització del document.

### Tipus de gravamen
En la quota fixa, s'han d'abonar 0,30 euros per plec o 0,15 per foli, a elecció del fedatari. En la quota variable s'aplicarà el tipus aprovat per cada Comunitat Autònoma, subsidiàriament el 0,50 %.

## Documents mercantils
Haurà d'abonar-se aquest concepte pel deslliurament, emissió o expedició de documents mercantils que compleixin la funció de gir o incorporin un crèdit susceptible de ser endossat o transmès:
- Lletres de canvi, resguards o certificats de dipòsit transmissibles, documents que realitzin la funció de gir com a pagarés canviaris, xecs a l'ordre o siguin objecte d'endós.
- Els pagarés, bons, obligacions i altres títols anàlegs emesos en sèrie, per termini no superior a 18 mesos, representatius de capitals aliens.

Quan el tribut s'esdevingui amb l'expedició, emissió o deslliurament del document.

## Documents administratius
- Rehabilitació i transmissió de grandeses i títols nobiliaris per cessió o successió. Es grava mitjançant l'aplicació d'una escala.[11]
- Anotacions preventives en els Registres Públics, quan tinguin per objecte un dret o interès valuable i no vinguin ordenades d'ofici per l'autoritat judicial

El tipus és el 0,50 per cent sobre la base imposable.

## Competència reguladora de les comunitats autònomes
Per a l'Impost sobre Transmissions Patrimonials, les comunitats autònomes poden regular el gravamen aplicable en la modalitat de lesTransmissions Patrimonials Oneroses (TPO) per a les concessions administratives, transmissions de béns (tant mobles com immobles), constitucions i cessions de drets reals i l'arrendament de béns mobles i immobles. A més, deduccions i bonificacions de la quota en relació amb els actes i els documents relacionades amb les operacions anomenades anteriorment poden ser aprovades.
Per a l'Impost sobre Actes Jurídics Documentats, poden regular el gravamen dels documents notarials i poden aprovar deduccions i bonificacions en la quota per a aquests documents.